# Drepanotylus pirinicus
Drepanotylus pirinicus là một loài nhện trong họ Linyphiidae.
Loài này thuộc chi Drepanotylus. Drepanotylus pirinicus được Deltshev miêu tả năm 1992.